# Bythopsyrna copulanda
Bythopsyrna copulanda är en insektsart som först beskrevs av William Lucas Distant 1892.  Bythopsyrna copulanda ingår i släktet Bythopsyrna och familjen Flatidae. Inga underarter finns listade i Catalogue of Life.